# Stemma del Belgio
Lo stemma del Belgio è l'attuale emblema di stato del Regno del Belgio in conformità con l'articolo 193 (ex articolo 125) della Costituzione belga.
Esistono una versione grande e una versione ridotta.

## Origine dello stemma
Il neo-indipendente Regno del Belgio decise di basare il proprio stemma sui simboli utilizzati dai Paesi Bassi. Nel 1790 il ducato del Brabante aveva assunto la guida della rivoluzione contro l'imperatore Giuseppe II. Pertanto il leone, simbolo del Brabante, divenne il simbolo di tutta la federazione. 
Tuttavia, durante la Guerra degli ottanta anni, le province che si erano ribellate contro Filippo II di Spagna adottarono già nel 1578 il simbolo del leone coronato e armato di spada e frecce: la corona a simboleggiare la sovranità, la spada per la guerra contro la Spagna e le frecce per la concordia e l'unità fra le province ribelli. 
Dalla Guerra degli ottanta anni nacque il motto L'UNION FAIT LA FORCE - EENDRACHT MAEKT MAGT. Sullo stemma del 1578 era presente il motto CONCORDIA RES PARVAE CRESCUNT.
Nel 1958 il motto in olandese antico EENDRACHT MAEKT MAGT venne sostituito con quello in olandese moderno EENDRACHT MAAKT MACHT.

## Varianti

### Grande stemma
Lo scudo è composto da un leone rampante d'oro, artigliato e linguato di rosso su campo nero. Dietro lo scudo sono incrociati due scettri, uno con raffigurata una mano benedicente, l'altro con un leone. L'intero stemma è ornato dal collare dell'Ordine di Leopoldo ed è sormontato da un elmo con la visiera alzata (dignità regale). 
Al di sotto si trova un cartiglio con i motti L'UNION FAIT LA FORCE, in francese, ed EENDRACHT MAAKT MACHT, in olandese. Il tutto è poi avvolto dal manto regale di ermellino, dietro il quale si trovano le bandiere delle nove province che costituirono il Belgio nel 1837. Esse sono (da sinistra a destra), Anversa, Fiandre Occidentali, Fiandre Orientali, Liegi, Brabante, Hainaut, Limburgo, Lussemburgo e Namur.
Dal momento che la provincia del Brabante fu divisa in Brabante Fiammingo, Brabante Vallone e di Bruxelles nel 1995, le grandi armi non riflettono più le attuali divisioni territoriali dello Stato. Le modifiche apportate alle armi delle province fiamminghe come conseguenza di questa decisione, non si riflettono nemmeno nel grande sigillo.
Il tutto è sormontato dalla corona regale belga.

Il grande stemma è usato raramente: appare solo sul trono del Re ed è apposto sui documenti ufficiali.

Il piccolo stemma.

#### Blasonatura
Di nero, al leone rampante d'oro armato e lampassato di rosso. Accostato a due bandiere del Belgio, a tre bande verticali di uguali dimensioni di nero, d'oro e di rosso. Tenenti: due leopardi d'oro. Cimiero: elmo aperto d'oro posto in maestà, con la corona regale. Svolazzi: di nero e d'oro. Motto: ''l'union fait la force'' in caratteri d'oro su un cartiglio di rosso bordato di nero posto sotto lo scudo. Accollato al collare dell'ordine di Leopoldo ed al manto d'ermellino con corona reale affiancata dalle bandiere delle nove province belghe.

### Piccolo stemma
Il piccolo stemma è utilizzato dal governo federale belga e consiste solamente di scudo, corona regale, scettri, collare dell'Ordine di Leopoldo e motto.

### Gli stemmi reali
Dal 12 luglio 2019, per decreto del re Filippo, lo stemma reale si differenzia da quello dello stato grazie all'aggiunta, sul tutto, dello scudo familiare dei Wettin, casata del re, rimosso dopo la prima guerra mondiale in quanto stemma anche della Sassonia. Viene aggiunta anche la ripetizione del motto nazionale nelle tre lingue ufficiali francese, tedesco e olandese. Seguono questa regola anche tutti gli stemmi dei componenti della casa reale.

#### Gli stemmi di Sua Maestà il Re

Stemma del re Leopoldo I (1831-1865)
Stemma del re Leopoldo III e Alberto I (1865-1921)
Stemma dei re Alberto I, Leopoldo III, Baldovino, Alberto II e Filippo (1921-2019)
Stemma del re regnante, utilizzato da Filippo del Belgio

#### Gli stemmi della famiglia reale

Stemma del re emerito, utilizzato da Alberto II del Belgio
Stemma della regina emerita
Stemma del Duca di Brabante
Stemma della Duchessa di Brabante, utilizzato da Elisabetta del Belgio
Stemma di un Principe del Belgio
Stemma di una Principessa del Belgio
Stemma di un principe della Casa Reale
Stemma di una principessa della Casa Reale
Stemma della Casa Reale
Stemma minore della Casa Reale
Stemma di un Principe del Belgio (1921-2019).
Stemma di una Principessa del Belgio (1921-2019).